# English Botany

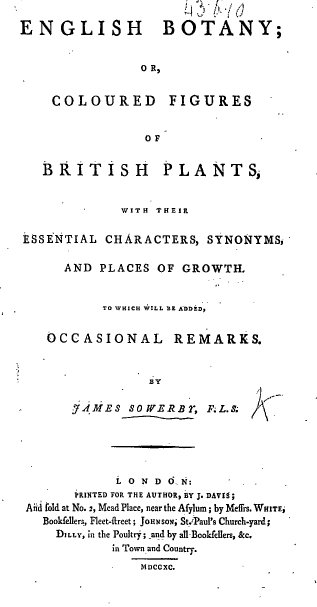
200px!Capa

English Botany, (abreviado como Engl. Bot.), é um livro com ilustrações e descrições botânicas que foi escrito pelo botânico inglês, fundador da Sociedade Linneana de Londres, James Edward Smith. Foi publicado em Londres em 36 volumes entre os anos 1790-1814 com o nome de English Botany; or, Coloured Figures of British Plants, with Their Essential Characters, Synonyms, and Places of Growth. To Which will be added, Occasional Remarks.
James Sowerby foi o artista e o publicador, sendo o texto de James Edward Smith, excepto nos volumes 16-18, feito por George Shaw.

## Ilustrações

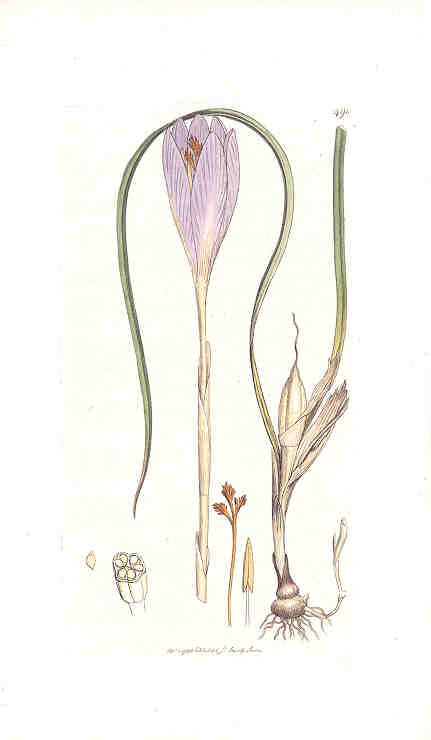
Crocus nudfloris por James Sowerby
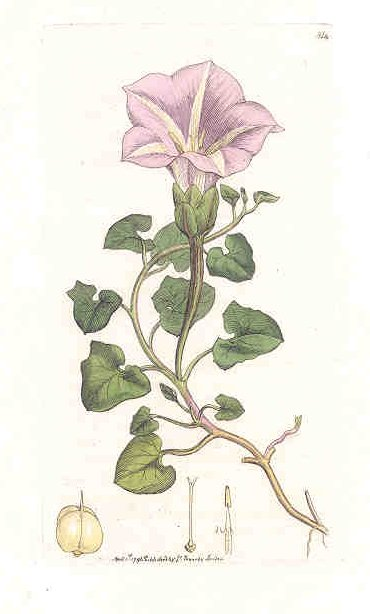
Convolvulus soldanella